# Восстание 1863—1864 годов на территории Рогачёвского уезда

Карта Рогачёвского уезда Могилёвской губернии

Восстание 1863—1864 годов на территории Рогачёвского уезда — вооружённое выступление местных участников восстания 1863—1864 годов в Польше, Литве и Беларуси против властей Российской империи, происходившее в Рогачёвский уезд Могилёвской губернии в 1863 году. В то время территория уезда занимала земли современных Рогачёвского и части Жлобинского районов Гомельской области. Восстание в Могилёвской губернии имело меньший размах, чем в западных губерниях бывшего Великого княжества Литовского, однако шляхта Рогачёвского уезда активно присоединилась к революционным событиям, тогда как крестьянство поддержало повстанцев незначительно.

## Предпосылки
Середина XIX века была отмечена нарастающим общественным напряжением на белорусских землях. Во время Крымской войны (1853–1856) Российская империя потерпела поражение, что заставило правительство взяться за жизненно необходимые реформы. В 1861 году произошло отмена крепостного права, которое дало личную свободу белорусским крестьянам, но не решило аграрного вопроса — большинство получило «волю без земли». Недовольство крестьян новыми порядками вылилось в массовые волнения: только в течение 1861 года в белорусских губерниях было зафиксировано 379 выступлений, причём 125 из них пришлось подавлять войсками. Одновременно в шляхетско-интеллектуальных кругах крепло движение за возрождение вольностей бывшей Речи Посполитой. В Могилёвской губернии широко распространялись слухи о скором освобождении крестьян и восстановлении старых прав, что возбуждало общественное мнение. Протестные настроения охватили и шляхту Рогачёвского уезда. 10 октября 1861 года местные помещики подготовили адрес (обращение) к императору Александру II с программой либеральных реформ. В частности, они просили включить Могилёвскую губернию в состав Литовского генерал-губернаторства, возобновить деятельность Виленского университета, уравнять в правах все конфессии, ввести выборность судов и депутатов. Власти конфисковали этот адрес, а одного из его инициаторов — отставного подполковника Ивана Богуша — арестовали и приговорили к 1,5 годам заключения в крепости. 

Герб повстанцев: Польша, ВКЛ и Украина

В консервативной газете «Русский вестник» утверждалось, что подстрекателями выступили польские эмигранты, которые будто бы посещали «могилёвскую глубинку» в 1861 году. После этого правительство усилило надзор за населением уезда, особенно за католической шляхтой, которую считали политически ненадёжной. Проведённая перепись околичной шляхты показала, что наиболее «мятежными» считаются жители окрестностей Антушей, Сеножаток, Марусеньки и Чертёжа. Все эти деревни входили в римско-католический приход Антушского костёла. Местную шляхту владельцы имений карикатурно называли «буянами», «ворюгами», существовали даже поговорки об опасности побывать в тех околицах. В предчувствии революционных событий власти заблаговременно предпринимали меры для поддержания порядка. В 1862 году Могилёвская губерния была присоединена к Виленскому военному округу, и в уездах реорганизовали полицию. В начале 1863 года на землях Польши, Литвы и Беларуси началось национально-освободительное восстание против царизма. В Беларуси и Литве восстанием руководил Кастусь Калиновский, который призвал народ к борьбе под лозунгом «За нашу и вашу свободу». 

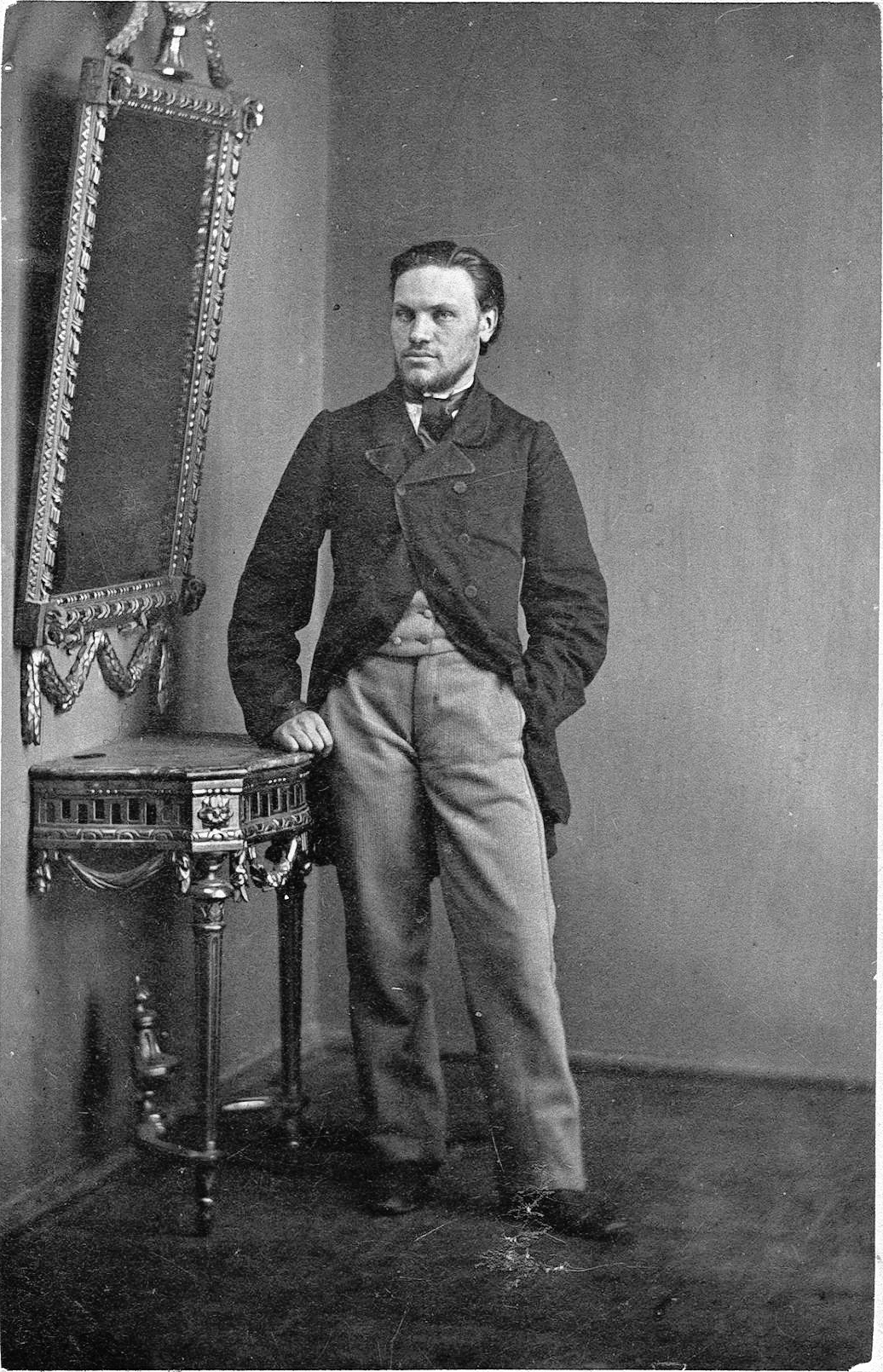
Кастусь Калиновский, 1863

 15 мая 1863 года в Могилёвской губернии официально ввели военное положение. Виленский генерал-губернатор Михаил Муравьёв получил чрезвычайные полномочия и значительные силы для подавления восстания. В уезды направили военных начальников с неограниченной властью, создали полевые суды и следственные комиссии.

## Организация восстания
Приднепровье Рогачёвского уезда оказалось втянуто в революционные события 1863 года, несмотря на меры безопасности. Согласно донесениям полиции, ещё в феврале 1863 г. в уезде «не отмечалось заговоров в пользу мятежников». Однако уже в апреле рогачёвский уездный исправник Владислав Блахин доложил могилёвскому губернатору о появлении повстанцев в соседнем Бобруйском уезде и о первых арестах в Рогачёвском уезде — были пойманы несколько повстанцев в деревне Тощица, а в окрестностях этой деревни начал собираться вооружённый отряд. Очевидно, подпольная работа велась уже давно. Власти опасались антушского ксёндза Яна Богушевича — образованной и авторитетной личности, вокруг которой сплочалась местная шляхта. В доносах сообщалось, что ксёндз «обладает даром слова и имеет вредное влияние на шляхту своего прихода… поддерживает повстанцев». Считалось даже, что Богушевича специально направила из Москвы польская эмиграция для организации мятежа. В январе 1863 года, ещё до начала боёв, власти выслали ксёндза Богушевича из Могилёвской губернии во внутренние российские губернии. Тем не менее, его проповедническая работа принесла плоды: большинство католической шляхты антушского прихода сочувствовало революционному движению, проводились тайные встречи, распространялись новости и листовки. Многие шляхтичи начали демонстрировать патриотические настроения через одежду — носили конфедератки (национальные шапки), чамарки и кунтушовые пояса с национальной символикой. В начале 1863 г. это приняло такой размах, что могилёвский губернатор издал особый приказ о запрете ношения «польских национальных костюмов и гербовых знаков». Одним из центров подготовки восстания стали поместья влиятельных шляхетских родов на Рогачёвщине. В имении Аскерков в Тихиничах собирались шляхетские компании, радушный пан Аскерко принимал у себя единомышленников. Частым гостем у него был ксёндз Богушевич, а дочь пана Аскерко исполняла патриотические песни — разговоры о скором восстании велись открыто. Род Аскерков славился своими революционно настроенными представителями: так, Александр Аскерко (1830–1911), уроженец соседнего Речицкого уезда, был одним из организаторов восстания 1863 г. в Литве и Беларуси и даже издал в 1862 г. в Варшаве первую белорусскую книгу латиницей — «Элементаж для добрых дзетак-каталікоў». Ещё один крупный помещик, Игнаций Булгак, владелец роскошного дворца в Жиличах, также проявлял лояльность к восстанию. Известен случай, когда в одном из своих имений (в соседнем Бобруйском уезде) Булгак собрал на свадьбу сестры около 70 шляхтичей — почти все мужчины были одеты в национальные чамарки и вооружены саблями. Этот символический «волчий сход» демонстрировал готовность местной шляхты к вооружённой борьбе. Кроме того, прогрессивные помещики способствовали распространению национального самосознания: например, в школах при имениях Аскерко, Булгака, Александра Жуковского учили детей читать по-белорусски латинскими буквами, несмотря на официальный запрет учить польскому языку. Среди местной интеллигенции также были сторонники восстания — власти отмечали подозрительных лиц: учителя Рогачёвского училища Матиевича (за хранение запрещённых книг), докторов Яворского и Василевского, казначея Крыловича, судью Комаровского и других. Руководство восстанием в Рогачёвском уезде взяли на себя молодые шляхтичи. Согласно данным газеты «Русский вестник», одним из «шаек» (отрядов) в Могилёвской губернии был рогачёвский повстанческий отряд под командованием подпоручика Станислава Дзержановского. Повстанцам предписывалось собираться у фольварка Верхняя Тощица (имение шляхтича Томаша Гриневича), закрепиться в лесах между Днепром и Друтью, поднять на восстание несколько окрестных католических приходов (Антушский, Дворецкий, Озерянский, Сверженский) и действовать в южном направлении от Могилёва. Однако реализовать эти планы было непросто. После высылки ксёндза Богушевича в Антушах были расквартированы полторы роты российской пехоты, которые контролировали юго-западную часть уезда (смежную с Жлобинщиной). Фактически, это отрезало шляхту окрестностей Жлобина от возможности массово присоединиться к повстанческому движению. Тем не менее отряд начал формироваться в районе Тощицы. Томаш Гриневич, отставной штабс-капитан и помещик, сумел привлечь в восстание несколько десятков человек — преимущественно шляхтичей из окрестностей Антушей, Сеножаток, Чертёжа и Марусенек. Прежде чем этот повстанческий отряд сформировался окончательно, произошёл его позорный провал. Группа под командованием Дзержановского, двигавшаяся в сторону Тощицы, не смогла своевременно добраться до места сбора. По дороге, в окрестностях деревни Тощица, Дзержановский вместе с четырьмя помещиками и одним ксёндзом был захвачен верноподданными крестьянами. Местные мужики, вероятно напуганные вооружённой группой либо надеясь на награду, сами разоружили небольшой шляхетский отряд и передали его в руки властей. Узнав о пленении своих товарищей, повстанцы Томаша Гриневича поспешно двинулись на помощь, не дожидаясь подкрепления.

## Боестолкновение у Тощицы
Ночью (ближе к рассвету) повстанческий отряд Гриневича неожиданно столкнулся с российскими войсками возле Тощицы. На их пути оказалась рота регулярной пехоты, посланная исправником Блахиным для ликвидации мятежников. В темноте завязалась перестрелка, которая длилась около получаса. Силы были неравны, поэтому повстанцы вынуждены были отступить, и «паны пошли домой», будто оставив попытки освободить друзей. Однако через два часа, вероятно проведя военный совет и осознав необходимость спасения заключённых товарищей, Гриневич перегруппировал своих людей и снова повёл их в атаку. Повстанцы второй раз атаковали царские подразделения в кромешной ночи – и второй раз попали под плотный огонь превосходящих сил противника. На помощь первой роте прибыла ещё одна рота солдат запасного батальона, и огнём с двух сторон повстанцы были разгромлены. Отряд Томаша Гриневича фактически перестал существовать ещё до того, как успел развернуться. Повстанцы, понимая безнадёжность положения, разбежались кто куда в окрестный лес. Около 38 человек попали в плен к царским властям во время этого боестолкновения. Утром в Тощицкий лес прибыли свежие силы карателей, которые начали методично прочёсывать окрестности. В одном из ближайших имений был найден раненый руководитель отряда – Томаш Гриневич, который скрывался после поражения. Повстанческого командира арестовали и доставили в могилёвскую тюрьму. Таким образом, единственное боестолкновение на территории Рогачёвского уезда закончилось поражением повстанцев ещё на стадии формирования их сил. Небольшие группы инсургентов попытались прорваться в другие уезды: известно, что повстанческие отряды проходили через Рогачёвщину транзитом и находили поддержку в некоторых дворах (например, в фольварке Белица помещицы Шпилевской под Жлобином и фольварке Петрулин пана Костровицкого). Однако уже к концу весны 1863 года вооружённое сопротивление в Могилёвской губернии было полностью подавлено. Сообщалось, что в мае 1863 г. последние очаги движения на Могилёвщине исчезли, тогда как в соседней Гродненской губернии повстанцы ещё вели партизанские бои (около 20 столкновений за май). Значительную роль в провале восстания на востоке Беларуси сыграла позиция крестьянства. В отличие от западных регионов, здешние крестьяне в массе своей не поддержали шляхетских революционеров. Ограниченная программа руководителей (которые представляли в основном «белую» шляхту) не давала крестьянам надежды на решение земельного вопроса, к тому же царская пропаганда распространяла слухи, будто польские паны бунтуют, чтобы вернуть крепостное право. Многие крестьяне остались лояльными империи и даже активно помогали властям бороться с «мятежниками». Случай в Тощице, где мужики схватили вооружённых шляхтичей и передали их полиции, не был единичным. Летом 1863 г. по всей Беларуси создавались крестьянские вооружённые дружины (так называемые «каравулы») по 60–100 человек, которые патрулировали деревни и леса, не допуская появления повстанцев. Некоторые помещики использовали такую ситуацию в своих интересах: например, рогачёвский землевладелец Владислав Борисович просил власти прислать войска против непокорных крестьян своих имений Шапчицы и Званец, утверждая, что их «подстрекал» к бунту ксёндз. Таким образом, социальная база восстания на Рогачёвщине была слабой, и без поддержки со стороны большинства крестьян вооружённое выступление шляхты было легко ликвидировано царскими силами.

## Роль отдельных шляхетских родов
Несмотря на поражение, участие шляхты Рогачёвского уезда в восстании 1863 года стало яркой страницей местной истории. Многочисленные представители известных родов бросили вызов империи, рискуя положением и жизнью. Среди них выделялись Томаш Гриневич, Станислав Дзержановский и семья Булгаков. Томаш Петрович Гриневич (1815–1863), мелкий шляхтич герба Пшиячел, к моменту восстания жил в своём имении Нижняя Тощица и имел авторитет среди околичной шляхты. Ранее он служил офицером в российской кавалерии (в гусарском полку), вышел в отставку в чине штабс-ротмистра. Гриневич решил возглавить рогачёвских повстанцев: в апреле 1863 г. он создал отряд и собрал под своим руководством около 40 человек. Станислав Дзержановский-Станиславович, младший офицер (подпоручик), стал его ближайшим соратником. Именно Дзержановскому поручалась организация выступления: он должен был собрать группу помещиков и священнослужителя (ксёндза) и привести их к Тощице для соединения с основными силами Гриневича. Как известно, этот план провалился — отряд Дзержановского был перехвачен крестьянами по дороге. Но имена обоих шляхтичей навечно вошли в белорусское национально-освободительное движение. Дзержановский после суда был сослан на каторгу в Сибирь, а судьба Томаша Гриневича сложилась трагично — после нескольких месяцев заключения в Могилёве он был приговорён к расстрелу. Род Булгаков также проявил себя в тех событиях, хотя его представители непосредственно в боях не участвовали. Булгаки происходили из старинной шляхты, в XIX в. владели большими имениями в уездах, соседних с Рогачёвщиной. Игнаций Булгак был крупнейшим землевладельцем округи — после смерти отца Александра он унаследовал имение Добасна на исторической Рогачёвщине. Его роскошный дворец в Жиличах стал известным центром культуры. Во время восстания Игнаций Булгак держался лояльности к патриотам: собрав гостей на семейное торжество, он позволил им открыто демонстрировать оппозиционные настроения (вооружённые шляхтичи в национальной одежде на том самом знаменитом свадебном торжестве). По воспоминаниям современников, Булгаки и раньше поддерживали всё национальное — в школах на их землях обучение вели по-белорусски и по-польски, что было нетипично для той эпохи. Хотя сам Игнаций Булгак избежал наказания (после подавления восстания он продолжил хозяйствовать и вложил средства в развитие Рогачёва — построил лесопилку, промышленные предприятия, новые кварталы), его позиция была хорошо известна властям. В список «неблагонадёжных» были также внесены многочисленные мелкие помещики уезда, которые подозревались в симпатиях к повстанцам. Многие из них позже понесли наказание (от штрафов до ссылки) лишь за то, что происходили из польских (католических) родов.

## Репрессии и наследие
После подавления восстания на Рогачёвщине имперские власти развернули масштабные репрессии. Ещё в ходе событий была введена практика коллективной ответственности: католические монастыри и костёлы штрафовались «за каждого мятежника», помещики-католики облагались дополнительным 10%-м налогом в пользу карательных экспедиций. Специальными распоряжениями Муравьёва объявлялось, что населению запрещается покидать пределы своей местности дальше чем на 30 вёрст без разрешения (исключение делалось только для крестьян). За любые симпатии к мятежникам шляхту могли выслать из края или отдать под суд. Летом 1863 г. действовали полевые суды и чрезвычайные следственные комиссии: подозреваемых в связях с повстанцами арестовывали десятками. По воспоминаниям, в самом Рогачёве тюрьма и три частных дома были превращены в места содержания арестованных «политических». Наказание для захваченных рогачёвских повстанцев было жестоким. Обычных участников (шляхтичей низшего ранга, однодворцев) после суда высылали в отдалённые губернии России на поселение, а их имения конфисковывали в казну. Более важных фигурантов ждала каторга или смерть. Станислава Дзержановского, как отмечалось, приговорили к каторжным работам в Сибири. Томаш Гриневич, который открыто взял на себя ответственность за вооружённое выступление, был приговорён военно-полевым судом к расстрелу. Кровавый приговор исполнил российский гарнизон в Рогачёве: утром 16 (28) июля 1863 года Томаша Гриневича публично расстреляли на рогачёвской площади. Согласно преданию, после расстрела тело руководителя повстанцев закопали на городском кладбище и по его могиле нарочно промаршировал целый батальон солдат — чтобы окончательно уничтожить даже память о герое. Несмотря на усилия властей, память о повстанцах 1863 года на Рогачёвщине сохранилась. Образ Томаша Гриневича получил воплощение в белорусской литературе — известный писатель Владимир Короткевич использовал образ рогачёвского шляхтича как прототипа героев в нескольких своих произведениях (в том числе в романе «Колосья под серпом твоим» и повести «Нельга забыць»). Место захоронения Гриневича долгое время было местной святыней: во второй половине XIX в. там установили большой дубовый крест, у которого собирались потомки повстанцев. Крест простоял до 1980-х годов, когда исчез при невыясненных обстоятельствах. В независимой Беларуси возродился интерес к тем событиям. В августе 2016 года стараниями общественности в Рогачёве был открыт новый памятный знак на могиле Томаша Гриневича — деревянный крест с якорем, сделанный по рисунку самого повстанца. 

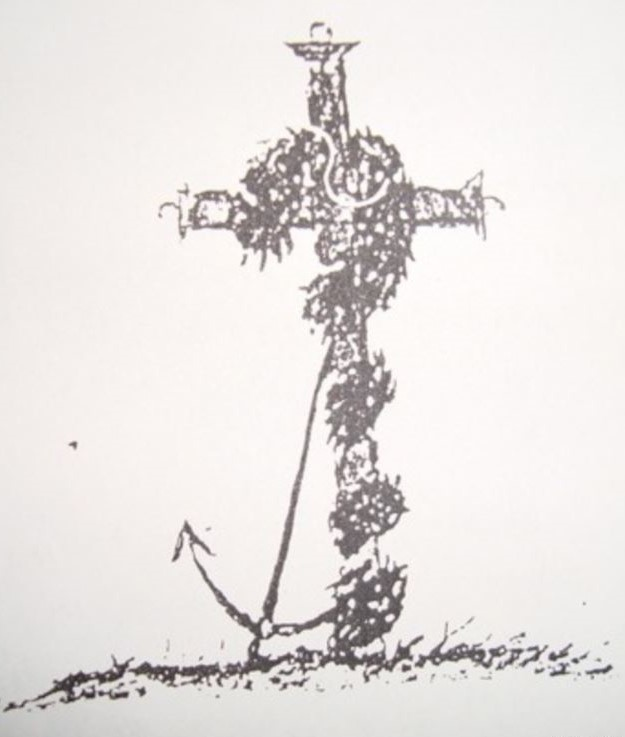
Рисунок Томаша Гриневича, на основе которого был восстановлен памятный знак в Рогачёве.

 Так была увековечена память об одном из руководителей восстания 1863—1864 годов на восточнобелорусской земле. Восстание 1863–1864 годов на территории Рогачёвского уезда было частью общенационального освободительного движения, охватившего белорусские земли в XIX веке. Хотя вооружённая борьба здесь длилась недолго и закончилась поражением, сам факт её возникновения свидетельствовал о стремлении местной шляхты отстаивать свободу и историческую справедливость. После подавления восстания царское правительство усилило политику русификации и раскатоличивания в крае: католикам-шляхтичам запрещали приобретать землю, католическим крестьянам ограничивали наделы, многие костёлы закрыли или переделали в православные церкви.